# Probles canariensis
Probles canariensis là một loài tò vò trong họ Ichneumonidae.